# Tucetona isabellae
Tucetona isabellae is een tweekleppigensoort uit de familie van de Glycymerididae. De wetenschappelijke naam van de soort is voor het eerst geldig gepubliceerd in 2011 door Valentich-Scott & Garfinkle.